# Tatort: Flashback
Flashback ist ein Fernsehfilm aus der Krimireihe Tatort. Die Folge wurde vom Südwestrundfunk unter der Regie von Matthias Glasner produziert und erstmals am 11. August 2002 im Deutschen Fernsehen ausgestrahlt. Es ist die 507. Folge des Tatorts und 26. Episode mit der Ludwigshafener Ermittlerin Lena Odenthal (Ulrike Folkerts). Für ihren Kollegen Mario Kopper (Andreas Hoppe) ist es der 17. Fall.

## Handlung
Lena Odenthal möchte vor ihrem Urlaub in einer Bank noch Geld besorgen und bittet ihren Kollegen Kopper, ihr ihren vergessenen Reisepass zu bringen. Plötzlich ist nicht nur ihre Mobilfunk-Verbindung unterbrochen, sondern auch die Server-Verbindung der Bankmitarbeiter. Sie begleitet ein in der Warteschlange stehendes Mädchen aufs WC, während in der Bankfiliale ein bewaffneter Überfall vonstattengeht. Das Mädchen bleibt im WC, während Odenthal in die Bank zurückgeht. Der maskierte Bankräuber summt The Girl from Ipanema als er die Lage prüft. In der Zwischenzeit kommt Kopper zur Bankfiliale und wundert sich über das Schild „Wegen Umbau geschlossen“ am Eingang. Er erkennt die Gefahrensituation und hält einen Polizeiwagen zur Unterstützung an. Odenthal provoziert den Bankräuber, da er von seinem Komplizen allein gelassen wurde. Als das Mädchen nach seiner Mutter ruft, rastet er aus und schießt. Odenthal kann sich vor das Mädchen werfen und wird am Kopf getroffen. Er demaskiert sich und es gibt eine Explosion. Die Einsatzkräfte erkennen ein Chaos und bringen Odenthal in die Notaufnahme. Die Einvernehmung der Zeugen bringt wenig. Die Beute der Bankräuber liegt über 4 Millionen. Odenthal liegt im Koma und kommt langsam mit Unterstützung des Psychologen Dr. Wildensorg wieder zu sich.
Odenthal meint, dass Bankräuber Eltmann sie gekannt haben könnte. Außerdem gibt es Anzeichen für Odenthal, dass die hochschwangere Bankmitarbeiterin Ute Schesslitz etwas damit zu tun haben könnte – zumal sie hohe Schulden hat und ihr Mann Hendrik, ein Kriminalhauptkommissar, Möglichkeiten zur Manipulation hat. In ihrer Verwirrung fährt Odenthal mit dem PKW in einen Graben. Daraufhin bietet Kriminalrat Wolf dem Kollegen vom Raubdezernat, Viereth, einen Posten in der Mordkommission an. Die Anzeichen verdichten sich, dass der mittlerweile verschwundene Hendrik Schesslitz die Aktion geplant hat. Wie aus heiterem Himmel taucht Viereth bei der nächtlichen Observation von Ute Schesslitz auf, bedroht Kopper mit der Waffe und lobt sich in höchsten Tönen wegen seiner Perfektion. Er richtet sich selbst. Im Anschluss finden die Einsatzkräfte Ute Schesslitz bei den Schließfächern, um die Beute einzusammeln.

## Rezeption

### Einschaltquote
Bei ihrer Erstausstrahlung in Deutschland am 11. August 2002 sahen 8,08 Millionen Zuschauer die Folge Flashback, was einem Marktanteil von 26,1 Prozent entsprach.

### Kritik
Rainer Tittelbach von tittelbach.tv schreibt: „Lena Odenthal als schwer verletztes Opfer eines Bankraubs. Eine Kommissarin auf der Suche nach ihrer Identität. Sie war eine gute Polizistin. Ist sie es noch? Kann sie wieder ganz die Alte werden? Matthias Glasner und die Autoren schauen extrem tief in die Seele ihrer Serien-Figur. Auch sonst bricht dieser ‚Tatort‘ ästhetisch anspruchsvoll mit mancher Sehgewohnheit.“ Und es erscheint äußerst „ungewöhnlich,“ „einem Sonntagabend-Helden so schonungslos in die Seele zu schauen.“
Auch die Kritiker der Fernsehzeitschrift TV Spielfilm geben für diesen Tatort den Daumen nach oben und meinen: „Bravo: Wieder klärt das altbewährte Fahnder-Pärchen einen packenden und überraschenden Fall.“ Fazit: „Mehr fesselnder Psychotrip als Krimi“.